# بيت العنكبوت (مسرحية)
بيت العنكبوت (بالإنجليزية: Spider's Web) هي مسرحية لعام 1954 من إنشاء وتأليف كاتب الجريمة الإنجليزية أجاثا كريستي. وقد كانت من إخراج والاس دوغلاس. سنة 2000 حولها تشارلز أوزبورن إلى رواية تحقيق بنفس الاسم "شبكة العنكبوت".

## الطاقم
- مارغريت وكوود بدور كلاريسا هايلشام براون
- فيليكس ألمر بدور السير رولاند ديلاهاي
- هارولد سكوت بدور هوجو بيرش
- مايلز إيسون بدور جيريمي واريندر
- مارغريت بارتون بدور بيبا هايلشام براون، الربيبة الشابة كلاريسا
- جوديث فورس بدور ميلدريد بيك
- سيدني مونكتون بدور الجين، كبير خدم
- تشارلز مورغان بدور أوليفر كوستيلو
- جون وارويك بدور هنري هايلشام براون، زوج كلاريسا
- كامبل المغني بدور المفتش اللورد
- ديزموند يولين بدور الشرطي جونز
- مريم خان بدور القاتل